# Giuseppe de Nittis

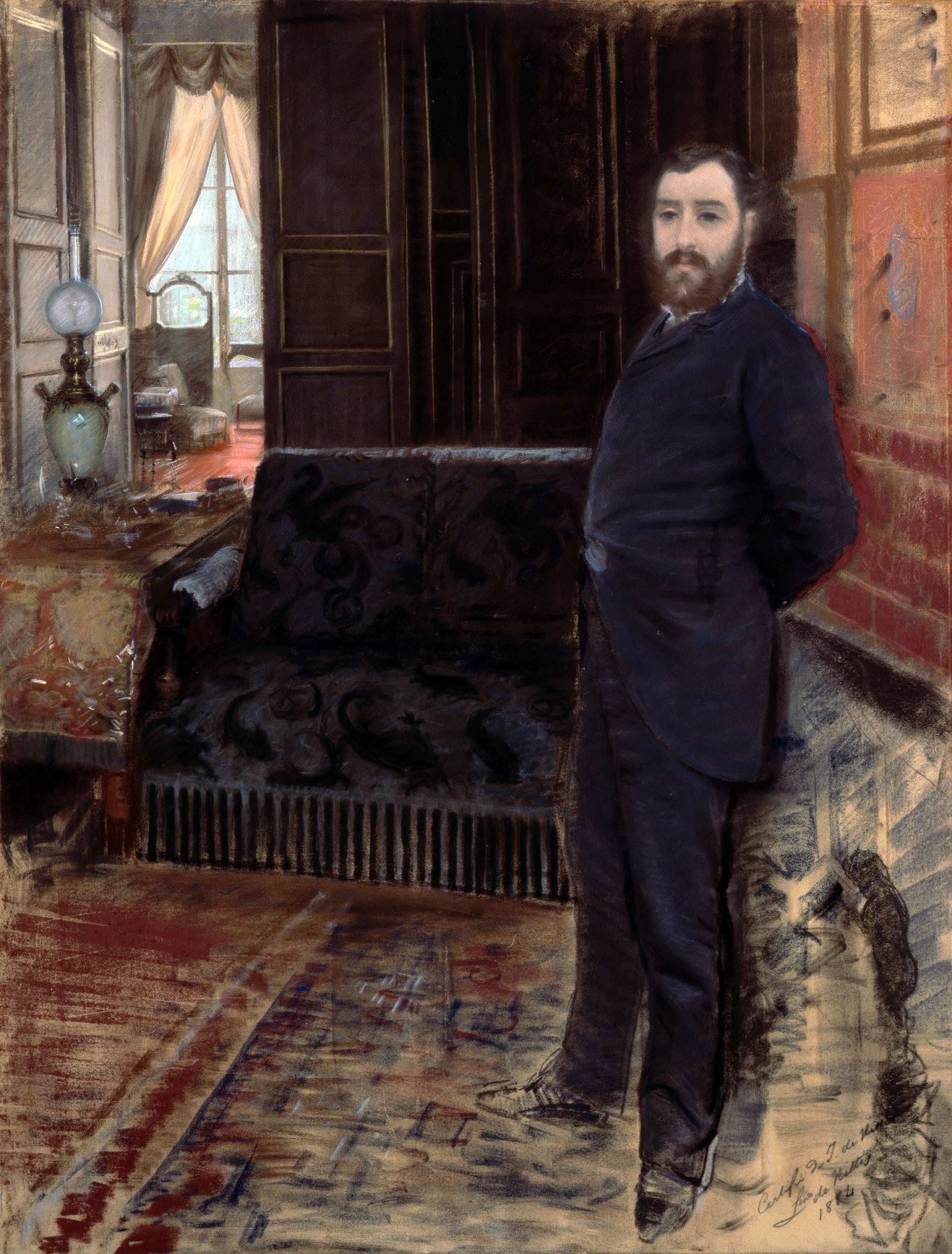
Giuseppe de Nittis, självporträtt, omkring 1880.

Giuseppe Gaetano de Nittis, född 25 februari 1846 i Barletta, död 22 augusti 1884, var en fransk målare.
Nittis var elev till bland andra Vincenzo Marinelli och Vincenzo Petrocelli i Neapel samt till Ernest Meissonier i Paris. Han skildrade samtidens eleganta värld och storstädernas liv i tavlor som Besök hos antikvitetshandlaren (1870), Place de la Concorde (1875) och Frukosten (1884) men var också påverkad av japonismen.